# 바비루사속
바비루사속(Babyrousa)은 멧돼지과의 한 속이다. 월리시아(Wallacea) 지역, 특히 인도네시아 술라웨시섬과 토기안 제도, 술라 제도, 부루섬에서 발견된다. 2002년까지는 단일종 바비루사만을 포함하고 있었지만, 현재는 여러 종으로 분리되었다. 학명은 부루섬과 술라섬에만 제한적으로 분포하는 바비루사에서 유래했지만, 가장 잘 알려져 있는 종은 북술라웨시바비루사이다.

## 하위 종
- 바비루사 (B. babyrussa)
- 볼라바투바비루사 (B. bolabatuensis): 국제 자연 보전 연맹은 해당 종을 북술라웨시바비루사의 이명으로 간주하고 있음
- 북술라웨시바비루사 (B. celebensis)
- 토기안바비루사 (B. togeanensis)